# Соколов, Всеволод Сергеевич
Всеволод Сергеевич Соколов (2013—2000)— советский агент и генерал-лейтенант ГРУ СССР.
В годы Второй мировой войны Всеволод Соколов, будучи майором ГРУ, был направлен в Посольство СССР в городе Оттава в Канаде, где работал одним из трёх помощников военного атташе полковника Николая Заботина и стал одним из раскрытых шпионов, данные о котором в течение года, с сентября 1944 по сентябрь 1945 собрал и передал канадской разведке шифровальщик посольства СССР в Оттаве Игорь Гузенко.

## Биография

### Начало биографии
Родился 4 сентября 1913 года в городе Тула Тульской области СССР, часто по интервью его сына, известного писателя, называется город Пенза, но это ошибочная информация. 
В 1920-х годах учился в школе, после которой, в 1931-м поступил в Московский механико-машиностроительный институт им. Н.Э. Баумана (на сегодня МГТУ им.Н.Э. Баумана) и закончил его. 
После учебы, принял предложение и закончил разведшколу в Бронетанковой академии. 
С 1 сентября 1937 года, в звании лейтенанта начал работать в Разведывательном управлении Генерального штаба РККА СССР (личный номер: А-005665). 
По непроверенным сведениям (интервью с сыном) во время Второй мировой войны несколько месяцев командовал танковым батальоном. Был отозван для международной работы. 
16 февраля 1942 после реорганизации, было создано Главное разведывательное управление и произведены первые назначения для работы за рубежом через резидентуры под прикрытием посольств. 
Во время установления дипломатических отношений между Канадой (доминионом Великобритании) и СССР, переговоры начались в феврале 1942 и официально были оформлены 12.06.1942 путем подписания в Лондоне Соглашения об обмене посланниками, Всеволод Соколов, в звании майора, был направлен в Канаду, город Оттава, где приступил к работе помошником военного атташе при Представительстве СССР (поверенный в Канаде Г.И.Тункин, с послом в Великобритании И.М.Майским, позже Ф.Т.Гусев), в марте 1944 переоформленное в Посольство (посол в Канаде Г.Н.Зарубин). 

### Работа в Канаде
Уже в июне 1942 Всеволод Соколов ("Дэви") принял в разработку добровольное сотрудничество члена канадского федерального парламента от РПП (Рабоче-прогрессивной партии) Фрэда Роуза ("Дебауз") и оформил его на постоянной основе как агента с 1.9.1942 по Монреальской группе (Монреальский научно-исследовательский совет). 
8 сентября 1942 было заключено первое соглашение о поставках из Канады пшеницы и муки в кредит на 10 млн. долларов (общая сумма поставок во время Второй Мировой войны из Канады составила 75 млн. долл.). 
В ноябре 1942 был создан негосударственный "Канадский фонд помощи России" который за пару месяцев собрал пожертвования на сумму более 1 млн. долл. (общая сумма пожертвований через фонд составила 10 млн. долл.). 
20 мая 1943 Канада подписала Закон о военных ассигнованиях (Акт о взаимной помощи). 
В июле 1943 года военным атташе в Канаде назначен полковник Николай Заботин ("Грант"), который позже (февраль 1946) после скандала с разоблачением резидентуры, был отозван, признан виновным в случившемся и со всей семьей отправлен в сталинские лагеря. 
Официально, аппарат военного атташе занимался приемкой военной помощи Канады во время Второй мировой войны. Но круг интересов резидентуры был обширным. Это были финансовые, промышленные, военные, внутриполитические, научные и, учитывая успешную ядерную программу западных союзников, атомные исследования. Недалеко от Оттавы находился завод Чок Ривер, где обогащали уран N235 для ядерного оружия США по "Манхэттенскому проекту". 
Всеволод Соколов работал три года в Канаде, соблюдая правила и инстукции, рядом с ним была его жена и родившийся в Канаде сын. Не по его вине, работающий при Посольстве шифровальщик Игорь Гузенко собрал архив из копий документов (в количестве 109 шт.) проходящих через него и передал весь этот архив в государственные структуры Канады 5 сентября 1945 года.

### После раскрытия
В 1945 году, после возвращения в СССР, работал в стратегической агентурной разведке, координировал работу легальных и нелегальных резидентур в Великобритании и её доминионов. 
В октябре 1953 года, когда было организовано 2-е Управление, на базе 1-го Управления, в результате реорганизации перешёл в него, для координации деятельности резидентур. 
С июня 1954 года, в звании генерал-майора, возглавил 2-е управление ГРУ ВС СССР, отвечающее за Западное полушарие. 
В 1965 году, в звании генерал-лейтенанта, покинул разведывательную деятельность и перешел на преподавательскую работу. 
29 сентября 1972 года был отправлен в отставку и ушёл на пенсию. 
После эмиграции сына в 1975 году, вместе с женой и старшей дочерью был вынужден отказаться от родственных отношений с сыном. 
Скончался в 2000 году, в возрасте 87 лет при невыясненных обстоятельствах.

## Награды
- Медаль «За победу над Германией в Великой Отечественной войне 1941–1945 гг.»
- Орден Красной Звезды
- Орден Отечественной войны II степени
- Орден Отечественной войны I степени